# Heinz Hochsteiner
Heinz Hochsteiner (* 22. April 1942 in Wien) ist ein ehemaliger österreichischer Politiker (FPÖ/BZÖ). Hochsteiner gehörte von 1992 bis 1994 als Abgeordneter dem österreichischen Nationalrat an.

## Ausbildung und Beruf
Hochsteiner besuchte nach der Pflichtschule eine Handelsakademie, die er 1961 mit der Matura abschloss. Er studierte im Anschluss Betriebswirtschaft an der Hochschule für Welthandel und schloss sein Studium 1969 mit dem akademischen Grad Dipl.-Kfm. ab. Nach dem Ende seines Studiums arbeitete Hochsteiner zwischen 1969 und 1973 bei der Siemens AG Österreich in Wien und war von 1974 bis 1982 Schulungsleiter bei der Wiener Allianz Versicherungs-AG. Nachdem er in der Folge von 1982 bis 1990 als Schulungsleiter bei der Interunfall-RAS tätig gewesen war, machte sich Hochsteiner 1991 als Forstwirt und Realitätenbesitzer selbständig.

## Politik
Hochsteiner trat 1964 der FPÖ bei und war ab 1975 Gemeindeparteiobmann der Großgemeinde Weitensfeld-Flattnitz. 1979 erfolgte seine Wahl zum Mitglied des Gemeindevorstandes und zum Mitglied des Landesparteivorstandes. Zudem hatte er von 1990 bis 1991 das Amt des geschäftsführenden Landesparteiobmanns der FPÖ Kärnten inne. Weitere politische Stationen absolvierte Hochsteiner als Obmann des Gemeindevertreterverbandes der FPÖ Kärnten und Schulungsbeauftragter des Freiheitlichen Bildungswerkes Kärnten.
Hochsteiner vertrat die FPÖ vom 1. Juni 1992 bis zum 6. November 1994 im Nationalrat. Danach war er zwischen 1997 und 2009 Bürgermeister von Weitensfeld im Gurktal. Im Zuge der Parteispaltung der FPÖ trat Hochsteiner wie der Großteil der Kärntner FPÖ-Angehörigen zum BZÖ über.

## Auszeichnungen
- Großes Ehrenzeichen des Landes Kärnten (2008)[2]